# Pyrinia batifolata
Pyrinia batifolata là một loài bướm đêm trong họ Geometridae.